# Preben Rasmussen
Preben Ruddy Scharling Rasmussen (ur. 14 listopada 1941 w Kopenhadze) – duński bokser, medalista mistrzostw Europy z 1965, olimpijczyk.

## Kariera w boksie amatorskim
Wystąpił w wadze lekkopółśredniej (do 63,5 kg) na igrzyskach olimpijskich w 1964 w Tokio, gdzie przegrał pierwszą walkę z późniejszym brązowym medalistą Eddiem Blayem z Ghany i odpadł z turnieju.
Zdobył srebrny medal w wadze lekkopółśredniej na mistrzostwach Europy w 1965 w Berlinie po wygraniu trzech walk (w tym z Rupertem Königiem z Austrii w półfinale) i przegranej w finale z Jerzym Kulejem.
Zdobył srebrny medal w tej samej wadze na mistrzostwach krajów nordyckich w 1963 oraz złoty medal w 1965.
Był mistrzem Danii w wadze lekkopółśredniej w 1963, 1964 i 1965.

## Kariera w boksie zawodowym
Przeszedł na zawodowstwo w 1965. Stoczył 33 walki, z których wygrał 29 (4 przed czasem), przegrał 3 i zremisował 1. Nie walczył o żaden istotny tytuł. W 1968 zremisował z Ollim Mäkim. Zakończył karierę w 1969.